# Figueira de Castelo Rodrigo (gemeente)
Figueira de Castelo Rodrigo is een plaats en gemeente in het Portugese district Guarda.
De gemeente heeft een totale oppervlakte van 509 km² en telde 7158 inwoners in 2001. Op het grondgebied van de gemeente bevindt zich de beroemde prehistorische rotskunst in de Coa Vallei en de Siega Verde

## Plaatsen in de gemeente
De volgende freguesias maken deel uit van de gemeente Figueira de Castelo Rodrigo:
- Algodres
- Almofala
- Castelo Rodrigo
- Cinco Vilas
- Colmeal
- Escalhão
- Escarigo
- Figueira de Castelo Rodrigo
- Freixeda do Torrão
- Mata de Lobos
- Penha da Águia
- Quintã de Pêro Martins
- Reigada
- Vale de Alfonsinho
- Vermiosa
- Vilar de Amargo
- Vilar Torpim